# Trentepohlia (Mongoma) cameronensis
Trentepohlia (Mongoma) cameronensis is een tweevleugelige uit de familie steltmuggen (Limoniidae). De soort komt voor in het Oriëntaals gebied.